# Souterrain von Greenhill
Das Souterrain von Greenhill ist ein vorgeschichtlicher unterirdischer Bau (Souterrain) auf der Innere-Hebriden-Insel Tiree in der Council Area Argyll and Bute in Schottland. Bei Souterrains wird zwischen „earth-cut“, „rock-cut“, „mixed“, „stone built“ und „wooden“ Souterrains unterschieden.
Das „stone built“ Souterrain von Greenhill wurde im späten 19. Jahrhundert in den Dünen von Urvaig, etwa 300 m nordwestlich des Greenhill House an der Westküste der Insel freigelegt. Nach den damaligen Aufzeichnungen bestand es aus zwei Gängen von jeweils mindestens 6,0 m Länge, die an den Enden einer leicht gekrümmten, etwa 9,2 m langen Galerie lagen. Die Ausrichtung ist nicht bekannt. Die Gänge waren 0,6 bis 0,76 m breit, während die Galerie 1,2 m breit war, außer am inneren Ende, und an einer weiteren Stelle, wo die breite einseitig auf 0,9 m reduziert wurde. Die Wände waren mit Kragsteinen versehen und standen in sechs Lagen bis auf eine Höhe von etwa 1,5 m an. Ein großer Teil des aus Stürzen gebildeten Daches war in situ. Das Souterrain wurde vermutlich von einem oder beiden Gängen aus betreten, aber keiner der beiden Gänge wurde vollständig erkundet. Es werden keine Funde gemacht und die Überreste wurden wieder mit Sand bedeckt.
Wenig nördlich liegen der Kilkenneth Cairn und das Souterrain von Kilkenneth.